# روي ميلتون
روي ميلتون (بالإنجليزية: Roy Milton)‏ هو كاتب أغاني أمريكي، ولد في 31 يوليو 1907 في أوكلاهوما في الولايات المتحدة، وتوفي في 18 سبتمبر 1983 في لوس أنجلوس في الولايات المتحدة.

## وصلات خارجية
- روي ميلتون على موقع الموسوعة البريطانية (الإنجليزية)
- روي ميلتون على موقع ميوزك برينز (الإنجليزية)
- روي ميلتون على موقع أول ميوزيك (الإنجليزية)
- روي ميلتون على موقع ديسكوغز (الإنجليزية)